# II (álbum de Espers)
II es el tercer álbum de estudio de Espers. Es la primera publicación del grupo con Drag City. La canción "Children of Stone" fue reversionada por Marianne Faithfull en su álbum de 2008 Easy Come, Easy Go. 

## Lista de canciones
1. "Dead Queen" – 8:13
2. "Widow's Weed" – 6:51
3. "Cruel Storm" – 5:17
4. "Children of Stone" – 8:54
5. "Mansfield and Cyclops" – 5:57
6. "Dead King" – 8:02
7. "Moon Occults the Sun" – 6:47